# Jevgenij Bauer
Jevgenij Frantsevitj Bauer (russisk: Евгений Францевич Бауэр) (født 22. januar 1865 i Moskva i det Russiske Kejserrige, død 22. juni 1917 i Jalta i Det Russiske Kejserrige) var en russisk filminstruktør og manuskriptforfatter.
Bauers film blev af de sovjetiske myndigheder anset for værende for afvigende, og hans film blev derfor sjældent vist. Efter Sovjetunionens sammenbrud, opnåede flere kendskab til Bauers film, der i dag anses som milepæle i russisk film.
Bauer døde i en ung alder af lungebetændelse. 

## Filmografi
- Den kvindelige sjæls tusmørke (Сумерки женской души, 1913)[2][3]
- Storbybarn (Дитя большого города, 1914)[4]
- Tavse Vidner (Немые свидетели, 1914)
- Ære til os, død over fjenden (Слава - нам, смерть - врагам, 1914)[5]
- Tavse Vidner (Немые свидетели, 1914)[6]
- Efter døden (После смерти, 1915)
- Århundredes børn (Дети века, 1915)
- Drømme (Грёзы, 1915)
- Tysatja vtoraja khitrost (Тысяча вторая хитрость, 1915)
- Liv for livet (Жизнь за жизнь, 1916)
- Døende svane (Умирающий лебедь, 1917)
- Konge af Paris (Король Парижа, 1917)
- For lykke (За счастьем, 1917)